# Euphorbia scordiifolia
Euphorbia scordiifolia är en törelväxtart som beskrevs av Nikolaus Joseph von Jacquin. Euphorbia scordiifolia ingår i släktet törlar, och familjen törelväxter. Inga underarter finns listade i Catalogue of Life.